# OGLE-TR-113b

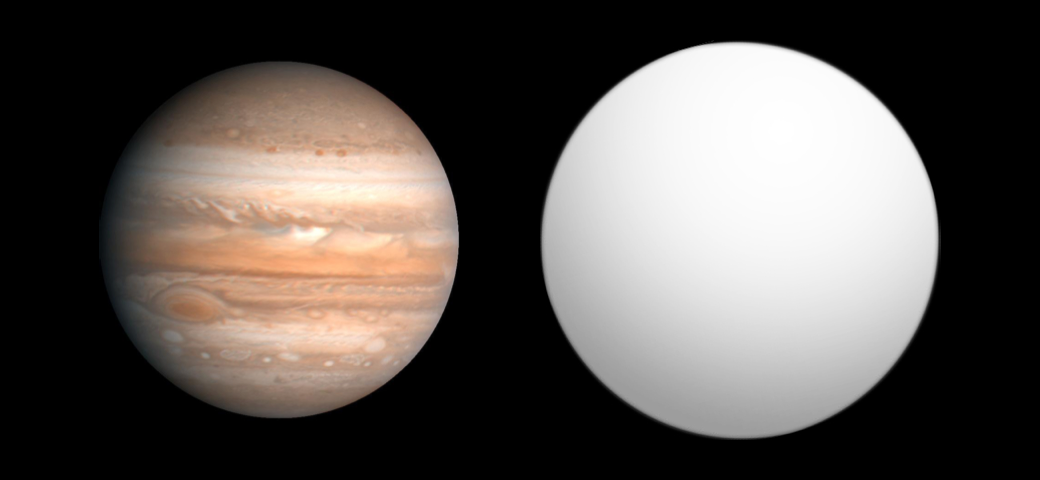

OGLE-TR-113b는 용골자리 방향으로 지구로부터 약 5,000광년 떨어진 곳에 있는 외계 행성이다. 이 행성은 분광형 K로 추정되는 별 OGLE-TR-113 주위를 돌고 있다.
2002년 OGLE은 OGLE-TR-113이 1.4일 주기로 어두워지는 것을 감지해 냈으며, 여기서 행성급 천체가 항성 앞을 지나가면서 빛을 가린다는 사실을 알아냈다. 시선 속도법으로는 행성의 궤도경사각을 알 수 없기 때문에, 이 천체가 실제 행성인지 아니면 갈색 왜성 또는 질량 작은 적색 왜성인지를 정확히 알 수 없다. 그러나 2004년 이 천체는 항성 앞을 지나가는 행성임이 입증되었다.
b의 질량은 목성의 1.32배이다. 이 행성의 궤도경사각이 밝혀진 상태이기 때문에 이 질량값은 정확하다. 항성으로부터 매우 가까운 곳을 돌고 있는데 그 거리는 최초로 발견된 뜨거운 목성 페가수스자리 51 b와 오시리스보다도 가 약 1.43일의 공전 주기를 갖는다. 항성으로부터 강렬한 열기를 받음에도 이 별의 반지름은 목성의 약 1.09배에 불과하다. 보통 목성과 비슷한 덩치의 가스 행성은 항성으로부터 매우 가깝게 붙어 있을 경우 열기 때문에 팽창하여 부피가 증가해 있다.

## 같이 보기
- OGLE-TR-132b
- OGLE-TR-10 b
- OGLE-TR-111b
- OGLE-TR-56b
- OGLE2-TR-L9b

## 참고 문헌
1. 1 2 3 4 5  Gillon;  외. (2006). “High accuracy transit photometry of the planet OGLE-TR-113b with a new deconvolution-based method”. 《Astronomy and Astrophysics》 459: 249–255. doi:10.1051/0004-6361:20065844.
2. 1 2 3 4 5 6  Konacki;  외. (2004). “The Transiting Extrasolar Giant Planet around the Star OGLE-TR-113”. 《The Astrophysical Journal Letters》 609: L37-L40. doi:10.1086/422600.[깨진 링크(과거 내용 찾기)]
3. ↑  Udalski;  외. (2002). “The Optical Gravitational Lensing Experiment. Planetary and Low-Luminosity Object Transits in the Carina Fields of the Galactic Disk”. 《Acta Astronomica》 52: 317–359.